# Željko Burcar
Željko Burcar (Zagreb, 15. kolovoza 1961.) Hrvatski učitelj, nastavnik, profesor, sportski pedagog, ravnatelj i znanstvenik.

## Životopis
Rođen je u Zagrebu, 15. kolovoza 1961. godine, otac je četvero djece. Diplomirao na Kineziološkom fakultetu u Sveučilišta u Zagrebu (1985), + nagrada Rektora. Doktorirao (2012) na Filozofskom fakultetu Sveučilišta u Rijeci, polje pedagogija, grana školska pedagogija, tema: Uloga ravnatelja i njezino ostvarivanje u hrvatskom školstvu. Magistarski rad obranio na Kineziološkom fakultetu Sveučilišta u Zagrebu(1999), grana kineziologija. Završio je Menadžment u neprofitnim organizacijama (1999. – 2002.: trogodišnja poslijediplomska međunarodna edukacija na engleskom jeziku /600 sati predavanja i vježbi/ u sklopu projekta Kraljevine Nizozemske i Republike Hrvatske; Završio je za AOP administratora operacijskih sustava, na Informatičkom učilištu Proanima, (2001.); Završio je za specijalistu poslovne informatike (ECDL-expert), na Informatičkom učilištu MSan,(2006.) Ostalo važnije obrazovanje: General Management Program - The William Davidson Institute, University of Michigan, ZŠEM (2006.); Leadership – All Hallows College Dublin & DePaul University Chicago (2006.). Radio je kao komercijalista do 1989., nastavnik u srednjoj školi do 1995., ravnatelj javne osnovne škole do 2001., menadžer razvoja u društvu Školska knjiga do 2003., ravnatelj židovske osnovne škole Lauder Lea Deutsch do 2005., koordinator poslijediplomskog studija: Menadžment neprofitnih organizacija i socijalno zagovaranje, na Sveučilištu u Zagrebu do 2009. i učitelj u osnovnoj školi. Radio je i kao vanjski suradnik – voditelj vježbi, znanstveno polje kineziologija, predmet tenis, Fakultet za fizičku kulturu Sveučilišta u Zagrebu do 1997., vanjski suradnik za studij VI stupnja, znanstveno polje kineziologija, predmet tenis, Fakultet za fizičku kulturu Sveučilišta u Zagrebu do 2003., predavač i moderator radionica za Agenciju za odgoj i obrazovanje iz područja menadžmenta i liderstva do 2007., viši predavač za znanstveno područje društvenih znanosti, polje odgojne znanosti – grana kineziologija za predmet tenis, Odjel za izobrazbu trenera Društvenog veleučilišta, Zagreb do 2008., paralelno i kao nositelj predmeta: Praktikum menadžerskih vještina, Poslijediplomski studij: Menadžment neprofitnih organizacija i socijalno zagovaranje, Sveučilišta u Zagrebu te kao predavač menadžerski i liderskih vještina te malog poduzetništva za tvrtku Educa International iz Zagreba. Vodio je i koordinirao domaće i međunarodne projekte kao primjerice; za poboljšanje kvalitete života osoba s posebnim potrebama (MATRA), projektiranje i implementaciju 1. židovske osnovne škole u obrazovni sustav RH, projektiranje i implementaciju poslijedipomskog studija: Neprofitni menadžment i socijalno zagovaranje, projekt: Edukacija u poduzetništvu - stvaranje egzistencije te mnoge druge. Kao konzultant i ključni međunarodni ekspert sudjelovao je u izradi ključnih kompetencija, generičkih ishoda učenja, ISCED1 ishoda učenja, kriterija i kurikuluma za SEECEL - međunarodni projekt obrazovanja za poduzetništvo mladih.

## Publicirane knjige
- "Školski menadžment i liderstvo", Redak, Split, 2013.
- "Tenis, korak ispred", Redak, Split, 2013.
- "Umjetnost izvrsnosti!", Libar, Zagreb, 2006. i 2008.
- "Od izvrsnog učitelja do izvrsnog ravnatelja", Zagreb: Osobna naklada, 2007.
- "Virtuozi uspješnih međuzvjezdanih tvrtki!", Zagreb: Osobna naklada, 2005.
- "Kineziološka analiza tenisa", Zagreb: Osobna naklada- skripta, 2002. i 2007.
- "Smisleno vođenje promjena", Zagreb: Osobna naklada, 2001.
- "Mogu li se dodati boje? Rukovođenje i upravljanje u osnovnoj školi", Zagreb: FoMa, 2000.
- Uvod u metodiku poduke i treninga tenisa; BUR-CAR d.o.o., Zagreb, 1998.
- Tenis trening, BUR-CAR d.o.o., Zagreb, 1993.

## Vanjske poveznice
- CROSBI - Hrvatska znanstvena bibliografija
- https://scholar.google.hr/citations?user=ftJLzKAAAAAJ&hl=hr&oi=ao - Google Scholar
- http://free-zg.htnet.hr/ZeljkoBurcar/CV_HR.pdf  Arhivirana inačica izvorne stranice od 26. siječnja 2016. (Wayback Machine)
- https://orcid.org/0000-0003-1985-0294